# BHÉV 5 sorozat
A BHÉV 5 sorozat egy Bn2tr tengelyelrendezésű gőzmozdonysorozat, amelyet 1888 és 1894 között gyártott a Magyar Királyi Állami Vas-, Acél- és Gépgyárak a Budapesti Helyiérdekű Vasút Rt. (BHÉV) részére. Összesen 19 darab épült a sorozatból.

## Történet
A zárt, dobozos felépítményű gőztramway mozdonyok hazai gyártásának megkezdése egybeesett a Budapesti Helyi Érdekű Vasutak Rt. (röviden BHÉV) vonalainak létesítésével. A Budapest környéki, sűrűn lakott települések képezték a gyorsan iparosodó főváros munkaerőforrását, ezért a budapesti gyárakban dolgozó városkörnyéki lakosok számára gyors tömegközlekedési lehetőséget kellett biztosítani. A BHÉV részvénytársaság megközelítőleg 100 km hosszúságú hálózatot épített ki. A hálózat három vonalcsoportja a Budapesttől délre Erzsébetfalván, Soroksáron át és Dunaharasztiig vezetett, amely a mai ráckevei HÉV vonala, Budapesttől keletre Sashalmot, Mátyásföldet, Cinkotát, Csömört, Kerepest és Gödöllőt kapcsolta a fővároshoz a mai gödöllői HÉV vonalán, végül a Duna jobb partján, észak felé Békásmegyer, Pomáz és Szentendre irányába épült ki a szentendrei HÉV.
A soroksári vonalra a mozdonyok közül egyet a MÁV Gépgyár, hármat a bécs-simmeringi ÁVT Gépgyár szállított. A gödöllői és szentendrei vonalakra a BHÉV további 13 mozdony szerzett be az osztrák Államvasút-Társaság gépgyárától. A helyiérdekű vasúttársaság további személykocsikat is vásárolt, így számuk 32-re növekedett, ezeket néhány kivételtől eltekintve a budapesti Ganz és Társa Vasöntő és Gépgyár Rt. vasúti kocsigyára szállította.

## Szerkezet
Az Államvasúti Gépgyár 26. szerkezete két kapcsolt kerékpárú, zárt, dobozformájú felépítménnyel és a gépezetet burkoló szoknyával készített, mindkét irányban vezethető, telítettgőzű ikergépezetű közúti vasúti mozdony volt. A mozdony fekvő elrendezésű kazánjában a rostélyfelület 0,46 m², a teljes elgőzölögtető felület 21,3 m² volt. A tüzelés a tűzszekrény oldalán elhelyezett tüzelőnyíláson át történt. A hengerkazánba beépített 74 darab 2000 mm csőfalak közötti hosszúságú tűzcső 15 bar nyomású telített gőzt termel. Ezzel a mozdony 52 kW (70 lóerő) teljesítményt szolgáltatott és 14,1 kN gépezeti vonóerő kifejtésére volt képes. A 200 mm átmérőjű dugattyúk 320 mm lökethosszal hajtották a tűzszekrény alatti kerékpár forgattyúját, amelyet csatlórúd kapcsolt össze a füstszekrény alatti első kerékpárral. A vezérmű Stephenson nyitott rendszerű volt. A 15,3 t kiszerelt tömegű mozdony készlete 2,2 m³ tápvíz és 0,6 m³ szén volt, ezzel 35 t össztömegű vonatot tudott továbbítani 30 km/h legnagyobb sebességgel.

## A BHÉV-nél
A BHÉV által 1888-ban forgalomba helyezett 13 mozdony két típust képviselt. Az 5-8 pályaszámú mozdonyokat a gyár mint Ek21 típust, később mint a 26. számú szerkezetet gyártotta. Ez a típus vált az MÁV Gépgyár legelterjedtebb tramway mozdonyává, amelyből 11 megrendelést teljesítve hat megrendelő vasút részére összesen 19 darabot készítettek. A BHÉV 207-210 gyári számú mozdonyai voltak a típus első darabjai. A BHÉV azonban rövidesen átállt a villamos vontatásra, a mozdonyok feleslegessé válva értékesítette őket.
Az ex-BHÉV 5-öst sikerült megőrizni, és a ma Museumstramway Mariazell birtokában van.

## Üzemeltetők
Az Államvasút-társaság Gépgyára 26. szerkezetszámú mozdonyainak további megrendelői voltak:

### Keszthely–Balatonszentgyörgyi HÉV
A Keszthely–Balatonszentgyörgyi HÉV három darabot szerzett be az 1888. szeptember 27-én megnyitott vonalára. A mozdonyokat a Festetich-család tagjairól nevezte el, azoknak a Tassilo, György és Marie neveket adva. A vasutat 1903-ban államosították, a MÁV 1904-ben a mozdonyokat saját pályaszámrendszerébe beosztva, a BHHÉV kiválásával az időközben megüresedett 5091-5093 pályaszámokat ismét kiadva VII osztály 5091II-5093II pályaszámúak lettek. 1911-ben a három mozdonyt a 284,001-003 pályaszámokra tervezték átszámozni, de az átszámozás a mozdonyok időközben történt eladása miatt már nem történt meg. Az 5091 (284,001)-est a Dynamit Nobel Pozsonyban, az 5092 (284,002)-est a DNHÉV (Debrecen–Nyírbátori HÉV) az 5093 (284,003)-at pedig a BHHÉV (Brassó–Háromszéki HÉV) vásárolt meg.

### Budapesti Városi Vasút
A Budapesti Városi Vasút (BVV) öt darabot szerzett be 1891-1893 között a kezelésében lévő, 1891. október 31-én megnyitott Köztemetői Gőzmozdonyú Vasút rákoskeresztúri köztemetőhöz vezető mintegy 10 km hosszú vonalára.

### Brassó–Háromszéki HÉV
A Brassó–Háromszéki HÉV (BHHÉV) három darabot szerzett be az 1892. március 7-én megnyitott vonalán a városi és helyiérdekű forgalom lebonyolítására. Elnevezésük Brassó, Hosszúfalu és Bertalan volt. A BHHÉV megnyitásától 1897. március 10-éig a MÁV kezelésében volt, mozdonyait ezért nevük megtartása mellett a MÁV először 898–900 pályaszámokkal, majd 1892-ben, mint VII osztályt, az 5091–5093 pályaszámokkal látta el. Trianon után a vasút a román állam tulajdonába került CFPBS néven (Căi Ferate Particulare Brașov–Satulung).

### Kőbányai Gőzmozdonyú Vontató Iparvasút
Tóth László három darabot vett a sorozatból a kőbányai ipartelepek vasúti teherforgalmát kiszolgáló Kőbányai Gőzmozdonyú Vontató Iparvasútja számára.

### Mandel és Quittner
A Mandel és Quittner cég egy darabot vett – Újpest néven – az 1896. június 27-én megnyitott Budapest–Újpest–Rákospalotai Vasút építése, majd annak teherforgalma számára.

## Megőrzött példányok
Az egyik magyar gyártmányú közúti vasúti tramway mozdony, amely napjainkban is létezik, a MÁV Gépgyár 328 gyári számú és a Köztemetői Gőzmozdonyú Vasút 4 pályaszámú mozdonya, amelyet 1898-ban eladtak Ausztriába, a ziedlitzi Fischer cégnek. A mozdonyt a két háború között valamikor átalakították belső égésű motoros mozdonnyá és így élte túl a második világháborút is. A mozdony maradványait az 1980-as években megszerezte egy lelkes vasútbarát, aki az eredeti gépgyári rajzok alapján azt a Román Állami Erdei Vasutak reghini (szászrégeni) műhelyében eredeti formájában, gőztramway mozdonnyá alakíttatja vissza.
Az 5-ös számú gép az Ausztriai Ferlach "Historama" múzeumában található, üzemképes állapotban, "Adele" néven.